# Gérard Anzia
Gérard Anzia (* 6. November 1966 in Luxemburg) ist ein luxemburgischer Politiker (Déi Gréng).
Er studierte Ingenieurwesen an der ULB in Brüssel und arbeitete von 1992 bis 2014 im Bildungswesen. Er ist Präsident des Naturschutzsyndikates SICONA-Zentrum und des Réidener Energieatelier.

## Themen
Gérard Anzia setzt sich vor allem im Kampf gegen den Klimawandel, den wachsenden Energieverbrauch und den knappen Energieressourcen ein.

## Lokalpolitik
Gérard Anzia ist seit 1997 Mitglied bei déi gréng und kam 2005 in den Useldinger Gemeinderat. 2011 wurde er Schöffe.

## Landespolitik
Bei der Kammerwahl am 20. Oktober 2013 war Gérard Anzia Kandidat für déi gréng im Bezirk Norden. Im Jahr 2014 rückte er für Christiane Wickler in die Chambre des Députés nach.